# Moenkhausia
Moenkhausia – rodzaj słodkowodnych ryb z rodziny kąsaczowatych (Characidae). W literaturze polskiej określane są nazwą błyszczyki lub mekhauzje

## Występowanie
Północna część Ameryki Południowej.

## Klasyfikacja
Gatunki zaliczane do tego rodzaju:
| - Moenkhausia affinis - Moenkhausia agnesae - Moenkhausia atahualpiana - Moenkhausia aurantia - Moenkhausia barbouri - Moenkhausia bonita - Moenkhausia browni - Moenkhausia celibela - Moenkhausia ceros - Moenkhausia chlorophthalma - Moenkhausia chrysargyrea - Moenkhausia collettii – błyszczyk przezroczysty - Moenkhausia comma - Moenkhausia copei - Moenkhausia cosmops - Moenkhausia costae - Moenkhausia cotinho - Moenkhausia crisnejas - Moenkhausia dasalmas - Moenkhausia diamantina - Moenkhausia dichroura – błyszczyk pręgoogonowy - Moenkhausia diktyota - Moenkhausia doceana - Moenkhausia dorsinuda - Moenkhausia eigenmanni - Moenkhausia eurystaenia - Moenkhausia forestii - Moenkhausia georgiae - Moenkhausia gracilima - Moenkhausia grandisquamis - Moenkhausia hasemani - Moenkhausia heikoi - Moenkhausia hemigrammoides - Moenkhausia hysterosticta - Moenkhausia icae - Moenkhausia inrai - Moenkhausia intermedia - Moenkhausia jamesi - Moenkhausia justae | - Moenkhausia latissima - Moenkhausia lata - Moenkhausia lepidura - Moenkhausia levidorsa - Moenkhausia lopesi - Moenkhausia loweae - Moenkhausia margitae - Moenkhausia megalops - Moenkhausia melogramma - Moenkhausia metae - Moenkhausia miangi - Moenkhausia mikia - Moenkhausia moisae - Moenkhausia naponis - Moenkhausia newtoni - Moenkhausia nigromarginata - Moenkhausia oligolepis – błyszczyk wielkołuski, błyszczyk ogonoplamy, szklana tetra - Moenkhausia orteguasae - Moenkhausia ovalis - Moenkhausia pankilopteryx - Moenkhausia petymbuaba - Moenkhausia phaeonota - Moenkhausia pirauba - Moenkhausia pittieri – błyszczyk Pittiera, błyszczyk brylantowy - Moenkhausia plumbea - Moenkhausia pyrophthalma - Moenkhausia robertsi - Moenkhausia sanctaefilomenae – błyszczyk parański - Moenkhausia schultzi - Moenkhausia shideleri - Moenkhausia simulata - Moenkhausia surinamensis - Moenkhausia takasei - Moenkhausia tergimacula - Moenkhausia tridentata - Moenkhausia xinguensis - Moenkhausia agnesae |

Gatunkiem typowym jest Tetragonopterus xinguensis (M. xinguensis).

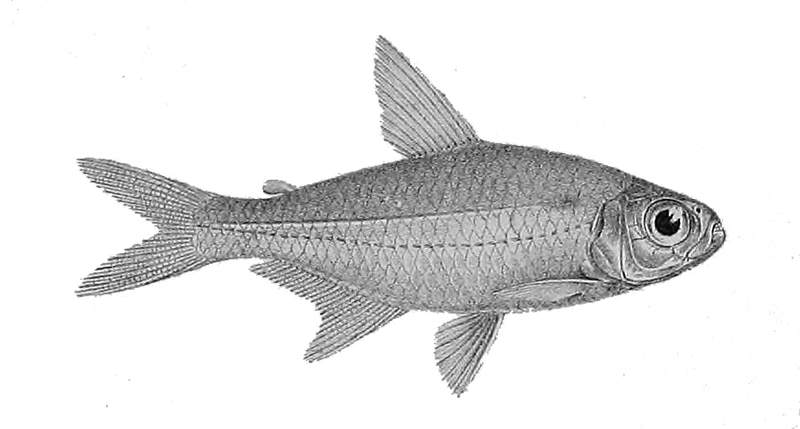
Moenkhausia collettii
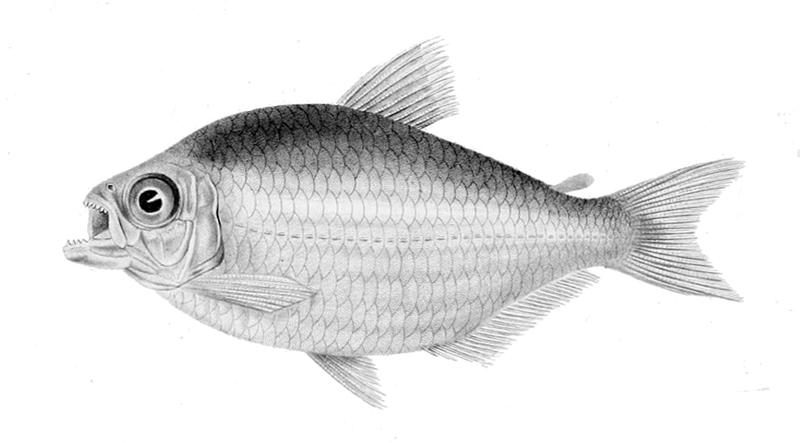
Moenkhausia grandisquamis
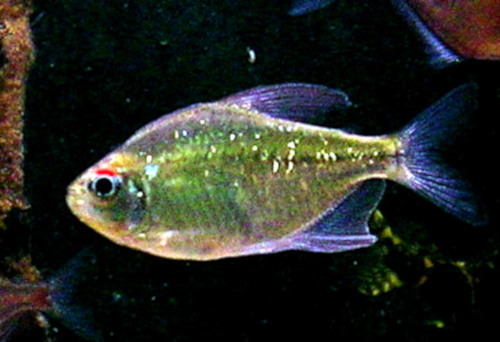
Moenkhausia pittieri
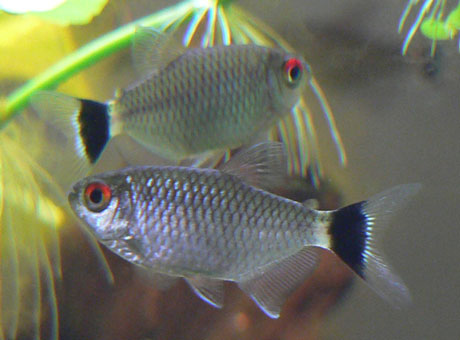
Moenkhausia sanctaefilomenae